# The Narwhal
The Narwhal (дословно — «Нарвал») — канадский исследовательский онлайн-журнал, посвящённый проблемам окружающей среды. 

## Организация
Он был запущен Кэрол Линнитт и Эммой Гилкрист в мае 2018 года как продолжение их предыдущей работы с DeSmog Canada. Это некоммерческая организация, финансируемая за счёт членских подписок и являющаяся членом Института некоммерческих новостей.
Гилкрист — главный редактор/исполнительный директор; Линнитт — исполнительный редактор; Майк Де Соуза — главный редактор; руководитель бюро Онтарио — Дениз Балкиссун; и Эмбер Бракен — постоянный фотожурналист по контракту.

## Деятельность и награды
Эмбер Бракен, находясь на задании «Нарвала», была арестована вместе с журналистом CBC Майклом Толедано во время репортажа о протестах на канадских трубопроводах и железных дорогах в 2020 году. «Нарвал» был известен своей поддержкой Бракен, поскольку она была независимым подрядчиком.
В 2021 году журналистка The Narwhal Сара Кокс получила Премию свободы прессы за репортаж о проекте гидроэлектростанции «Сайт-Си». Несмотря на небольшой размер организации, «Нарвал» завоевал множество наград.
В 2022 году журналистка The Narwhal Эйнсли Крукшанк получила премию SEAL в области экологической журналистики.
В 2023 году The Narwhal и Эмбер Бракен подали иск против Королевской канадской конной полиции (RCMP) по поводу ареста Бракен, требуя возмещения ущерба за неправомерный арест, неправомерное задержание и нарушение прав, предусмотренных Хартией прав и свобод.